# Lubuski Przełom Odry
Lubuski Przełom Odry (315.41) – mezoregion fizycznogeograficzny w zachodniej Polsce i wschodnich Niemczech, stanowiący skrajnie zachodnią część Pojezierza Lubuskiego.

## Położenie
Region graniczy od północy z Kotliną Freienwaldzką, od zachodu z niemieckim Pojezierzem Wschodniobrandenburskim, od południa z Doliną Środkowej Odry a od wschodu z Pojezierzem Łagowskim i Równiną Torzymską. Jest to odcinek Odry o długości zaledwie 25 km, łączący Pradolinę Warciańsko-Odrzańską z Pradoliną Toruńsko-Eberswaldzką. Na terenie Polski region leży w całości w obrębie województwa lubuskiego.

## Charakterystyka regionu
Region stanowi przełom Odry, która płynie tu u podnóża zachodniego zbocza doliny, tworząc po wschodniej (polskiej) stronie obszerną terasę zalewową. W obrębie tarasu, na kępie tarasowej, leżą Słubice – główny ośrodek regionu. Lubuski Przełom Odry rozpościera się na terenie gmin Słubice i Górzyca w północno-zachodniej części powiatu słubickiego.